# Bâtiment Lalošević à Sombor
Le bâtiment Lalošević à Sombor (en serbe cyrillique : Зграда Лалошевића у Сомбору ; en serbe latin : Zgrada Laloševića u Somboru) est situé à Sombor, dans la province de Voïvodine et dans le district de Bačka occidentale, en Serbie. Il est inscrit sur la liste des monuments culturels de grande importance de la république de Serbie (identifiant no SK 1255).

## Présentation
La date de construction du bâtiment n'est pas connue avec certitude. Cette maison d'angle dotée d'un rez-de-chaussée et d'un étage a été achetée en 1916 par l'avocat de Sombor Jovan Lalošević, l'un des fondateurs de la Société chorale serbe et son premier chef de chœur.
Les ouvertures de la façade sont simplement décorées de moulures peu profondes. Toutes les ouvertures sont rectangulaires, à l'exception du portail à double battant qui est cintré. À l'étage se trouve un balcon en fer forgé reposant sur des consoles. L'étage du 3 rue Laze Kostić possède une niche qui abritait autrefois une statue de Saint Étienne, aujourd'hui conservée au Musée municipal de Sombor.
Le bâtiment a été restauré en 2005-2006.